# Simbarejo
Simbarejo is een bestuurslaag in het regentschap Wonosobo van de provincie Midden-Java, Indonesië. Simbarejo telt 1016 inwoners (volkstelling 2010).